# حیص بیص
شهابُ‌الدّین سَعد بن محمّد صَیفی، لقب‌گرفتهٔ همگانی به حیصُ بیص (به‌همان معنای فارسی: گرفتاری، تنگنا و سختیِ گریزناپذیر) (۱۰۹۸ -۱۱۷۹م) فقیه شافعی، ادیب و شاعر عراقی در سدهٔ ششم هجری بود.  او را فقیهی دانسته‌اند که درباره اختلافِ آرایِ علما، سخن می‌گفت. گویند از نسل اکثم بن صیفی بود و صَیفی و تَمیمی نسب دارد. به حیصُ بیص لقب گرفت؛ چرا که روزی مردم را در جنب‌وجوشی تنگِ هم دید و گفت «مردم را چه می‌شود در این حیص و بیص؟»، سپس به همین عبارت، شهرت گرفت.

## زندگی
نام و نسب کاملش «سعد بن محمد بن سعد» ذکر شده که با لقب‌های «امیر»، «شهاب‌الدین» و «ابوالفوارس» شناخته می‌شده است. در ری نزد قاضی محمد بن عبدالکریم وزّان حدیث آموخت، سپس به عراق بازگشت و همان‌جا استقرار یافت.
شیوهٔ رفتار او را غریب ذکر کرده‌اند، همیشه به زبان فصیح [کتابی] سخن می‌گفت، جامهٔ بَدَویان می‌پوشید و شمشیری بر کمر می‌بست؛ چیزهایی که در زندگیِ شهرنشینیِ بغداد نابهنجار بود.
حیص بیص در ۱۹ ژانویه ۱۱۷۹م/ شبانگاه ۶ شعبان ۵۷۴ق در بغداد درگذشت.